# Tuzsér
Tuzsér é uma vila da Hungria, situada no condado de Szabolcs-Szatmár-Bereg. Tem 15,52 km² de área e sua população em 2019 foi estimada em 3.444 habitantes.